# Kyūsaku Ogino

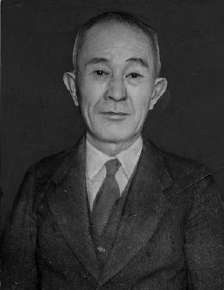
Kyūsaku Ogino în 1924

Kyusaku Ogino (în japoneză: 荻野 久作 Ogino Kyūsaku, n. 25 martie 1882 – d. 1 ianuarie 1975) a fost un medic japonez specializat în obstetrică-ginecologie.
Este cunoscut pentru faptul că a elaborat o teorie privind perioada fertilă din cadrul ciclului menstrual, care a fost dezvoltată de ginecologul austriac Hermann Knaus și care este astăzi utilizată ca metodă de contracepție (metoda Ogino-Knaus sau metoda calendarului).